# Кобра Кај
Кобра Кај (енгл. Cobra Kai) америчка је телевизијска серија коју су створили Џош Хилд, Џон Хурвиц и Хејден Шлосберг за Netflix. Наставак је филмова из серијала Карате Кид. Приказивана је од 2. маја 2018. до 13. фебруара 2025. Састоји се од шест сезона и 65 епизода.
Серија је остварила огромну популарност преко платформи YouTube и Netflix. Такође је добила позитивне рецензије критичара, који су посебно похвалили сценарио, глумачку поставу, акционе сцене, хумор, карактеристике улога и приврженост оригиналним филмовима. Добила је мноштво награда, а такође је била за награду Еми за најбољу хумористичку серију.

## Радња
Деценијама након турнира који им је променио животе, ривалство између Џонија и Денија се буди у новом наставку филмова Карате Кид.

## Улоге
| Глумац            | Улога                |
| ----------------- | -------------------- |
| Ралф Мачио        | Данијел Ларусо       |
| Вилијам Забка     | Џони Лоренс          |
| Кортни Хенгелер   | Аманда Ларусо        |
| Ксоло Маридуења   | Мигел Дијаз          |
| Танер Бјукенан    | Роби Кин             |
| Мери Маусер       | Саманта Ларусо       |
| Џејкоб Бертран    | Илај „Соко” Московиц |
| Ђани Десензо      | Деметри Алексопоулос |
| Мартин Коув       | Џон Крис             |
| Пејтон Лист       | Тори Николс          |
| Ванеса Рубио      | Кармен Дијаз         |
| Томас Ијан Грифит | Тери Силвер          |
| Далас Дупри Јанг  | Кени Пејн            |

## Епизоде
| Сезона | Сезона | Епизоде | Епизоде            | Оригинална објава  | Оригинална објава  |
| ------ | ------ | ------- | ------------------ | ------------------ | ------------------ |
|        | 1.     | 10      | 10                 | 2. мај 2018.       | 2. мај 2018.       |
|        | 2.     | 10      | 10                 | 24. април 2019.    | 24. април 2019.    |
|        | 3.     | 10      | 10                 | 1. јануар 2021.    | 1. јануар 2021.    |
|        | 4.     | 10      | 10                 | 31. децембар 2021. | 31. децембар 2021. |
|        | 5.     | 10      | 10                 | 9. септембар 2022. | 9. септембар 2022. |
|        | 6.     | 15      | 5                  | 18. јул 2024.      | 18. јул 2024.      |
| 5      | 6.     | 15      | 15. новембар 2024. | 15. новембар 2024. |                    |
| 5      | 6.     | 15      | 13. фебруар 2025.  | 13. фебруар 2025.  |                    |